# Каляев, Санджи Каляевич
Санджи́ Каля́евич Каля́ев (Калян Санҗ; 2 января 1905, Цаган-Нур, Астраханская губерния — 18 марта 1985, Элиста) — советский калмыцкий писатель, фольклорист, переводчик, литературовед и драматург, педагог. Народный поэт Калмыкии, один из зачинателей современной калмыцкой литературы.

## Биография
Санджи Каляев родился 2 января 1905 года в Цаганнурском аймаке. В 1922 году поступил на учёбу в Калмыцкий педагогический техникум, после окончания которого служил в военных частях особого назначения, боровшихся с остатками белогвардейцев.
С 1923 года некоторое время работал учителем в школах Сарпинского района, затем — в редакции республиканской газеты «Тангчин зянг».
С 1924 года обучался в Саратовском педагогическом институте, после окончания которого был оставлен в аспирантуре. Через некоторое время был отозван в Калмыцкий обком ВКП(б), который назначил его директором техникума калмыцкого искусства. В это же время преподавал калмыцкий язык и литературу в местном институте.
В 1928 году вступил в коммунистическую партию.
С 1931 года работал редактором калмыцкого журнала «По заветам Ленина». В 1931 году Санджи Каляев принял участие в создании первого калмыцкого музыкального спектакля «Улан Сар», премьера которого состоялась 23 апреля в Саратове на сцене Саратовского драматического театра имени Карла Маркса. С 1932 года работал учителем, одновременно участвуя в театральной самодеятельности. В декабре 1932 года был исключён из партии. После подачи апелляции был восстановлен в рядах партии в 1933 году.
В 1934 году работал директором техникума калмыцкого искусства в Астрахани.
С 1936 года до начала 1937 года Санджи Каляев исполнял обязанности директора первого калмыцкого драматического театра.
В 1937 году снят с должности директора театра по доносу. 17 сентября 1937 года Санджи Каляев был объявлен врагом народа, арестован и приговорён к 8 годам трудовых лагерей. С октября 1938 года Санджи Каляев находился на прииске в Сибири, где он серьёзно заболел. После получения инвалидности в 1939 году его отправили в инвалидный лагерь в посёлок возле Магадана. В сентябре 1941 года его перевели в лагерь возле Тайшета.
Весной 1943 года был освобождён с ограничением постоянного местожительства. 3 апреля 1943 года прибыл в Казахстан на станцию Толгар Илийского района Алматинской области, где работал конюхом. С 1950 года работал учителем на станции Жетыген Алматинской области.
В сентябре 1956 года был реабилитирован. В 1957 году Санджи Каляев вернулся в Калмыкию. После возвращения на родину работал заместителем главного редактора газеты «Хальмг үнн». С 1958 по 1960 годы был старшим научным сотрудником Калмыцкого научно-исследовательского института языка, литературы и истории. В это же время преподавал на калмыцком отделении Ставропольского педагогического института.
В 1961 году получил научное звание доцента по кафедре калмыцкого языка. В этом же году стал ответственным секретарём правления Союза писателей Калмыкии. С 1963 по 1966 годы был редактором калмыцкого литературного журнала «Теегин герл».
В 1965 году Санджи Каляеву присвоено звание Народный поэт Калмыкии.
Умер 18 марта 1985 года.

## Творчество
Первые произведения Санджи Каляев стал печатать в 1924 году. В 1932 году из печати вышел первый сборник стихов.
После назначения в 1936 году на должность директора первого калмыцкого драматического театра Санджи Каляев писал для репертуара театра пьесы на калмыцком языке.
Печатался в различных республиканских газетах, журнале «Теегин герл».
Перевёл на калмыцкий язык пьесы Мольера, произведения И. Крылова («Две собаки»), П. Ершова («Конёк-горбунок»), Якуба Коласа, Тараса Шевченко, Михаила Лермонтова.

## Сочинения

##### На калмыцком языке
- Богатыри — красные орлы: поэма. — Элиста, 1931.
- Стихи — социализму: стихи. — Элиста, 1932.
- Три поэмы. — Элиста, 1934.
- Стихи и поэмы. — Элиста, 1934.
- Бригадир: поэмы. — Элиста, 1935.
- Путь к счастью: поэма. — Элиста, 1960.
- На берегу Цаган Цура: очерки. — Элиста, 1962.
- Гимн родной степи: стихи и поэма. — Элиста, 1963.
- Тамара: поэма. — Элиста, 1963.
- Если есть любовь: стихи и поэма. — Элиста, 1965.
- Только по Ильичу: стихи. — Элиста, 1969.

##### На русском языке
- С тобою, Россия: стихи и поэмы. — Элиста, 1959.
- Под необъятным небом: поэмы. — М.: Советский писатель, 1961.

## Награды
- Орден Октябрьской Революции (№ 28331, Указ Президиума Верховного Совета СССР от 16 ноября 1984)
- Орден Трудового Красного Знамени (№ 852378, Указ Президиума Верховного Совета СССР от 15 января 1975)
- Орден «Знак Почёта» (№ 576199, Указ Президиума Верховного Совета СССР от 2 июля 1971)
- Значок «Отличник культурного шефства над селом» Министерства культуры СССР и ЦК профсоюза работников культуры (Постановление № 88 от 1 ноября 1974)
- Лауреат государственной премии Калмыцкой АССР им. О. И. Городовикова (за поэмы «Тамара» и «Өрүн маңhар» (Прозрение утра), удостоверение № 1, постановление Совета Министров Калмыцкой АССР от 24 октября 1967)
- Народный поэт Калмыцкой АССР (Удостоверение № 1, Указ Президиума Верховного Совета Калмыцкой АССР от 15 января 1965)
- Юбилейная медаль «За доблестный труд. В ознаменование 100-летия со дня рождения Владимира Ильича Ленина» (31.03.1970)
- Медаль «За доблестный труд в Великой Отечественной войне 1941—1945 гг.» (17.05.1947)

## Память
- Одна из улиц Элисты названа именем поэта
- 2 января 1996 года на родине поэта, в посёлке Цаган-Нур Октябрьского района, открыт памятник поэту (скульптор С. К. Ботиев)[3].
- Его стихотворение «Цаһан цасн» (Белый снег) был адаптировал в песня Аркадия Манджиева в 1989 году.